# L'ultima speranza (film 2011)
L'ultima speranza (Final Sale) è un film del 2011 diretto da Andrew C. Erin.

## Trama
Ally Graves, dopo aver subito un trapianto illegale di rene, scopre che la ragazza donatrice è morta durante l'operazione. Pur tormentata dal dilemma morale di essersi salvata, incomincia a indagare per porre fine all'attività criminale del traffico di organi, dovendo inizialmente far fronte alla riluttanza del marito Ryan, detective della polizia di Los Angeles.

## Distribuzione

### Data di prima visione
Le date di prima visione internazionali sono state:
- 24 gennaio 2011 negli Stati Uniti d'America (Final Sale);
- 11 giugno 2011 in Francia (Le prix d'une vie) - prima TV;
- 18 settembre 2011 in Spagna (La donante) - prima TV;
- 14 agosto 2014 in Svezia (The Donor) - prima TV.